# GRAND FINALE
《GRAND FINALE》是BREAKERZ的第4張單曲，於2009年2月18日由ZAIN RECORDS發售。

## 收錄曲目
1. GRAND FINALE
  - 作詞、作曲：DAIGO / 編曲：BREAKERZ
2. Smile In Tears
  - 作詞、作曲：AKIHIDE / 編曲：BREAKERZ
3. ダンデライオン〜Acoustic Version〜
  - 作詞、作曲：DAIGO / 編曲：小野塚晃、BREAKERZ
4. GRAND FINALE（Vocalless Version）

## 音樂合作
- TBS系《J-SPORTS SUPER SOCCER PLUS》11月度結尾曲（#1）

## 收錄專輯
- FIGHTERZ（#1）
- B.R.Z ACOUSTIC（#3）
- BREAKERZ BEST 〜SINGLE COLLECTION〜（#1）